# Habry
Habry är en stad i Tjeckien.   Den ligger i regionen Vysočina, i den centrala delen av landet, 80 km öster om huvudstaden Prag. Habry ligger 471 meter över havet och antalet invånare är 1 305.
Terrängen runt Habry är lite kuperad, och sluttar norrut. Runt Habry är det ganska glesbefolkat, med 34 invånare per kvadratkilometer. Närmaste större samhälle är Havlíčkův Brod, 17,8 km söder om Habry. Omgivningarna runt Habry är en mosaik av jordbruksmark och naturlig växtlighet.